# Salvatore Gioia

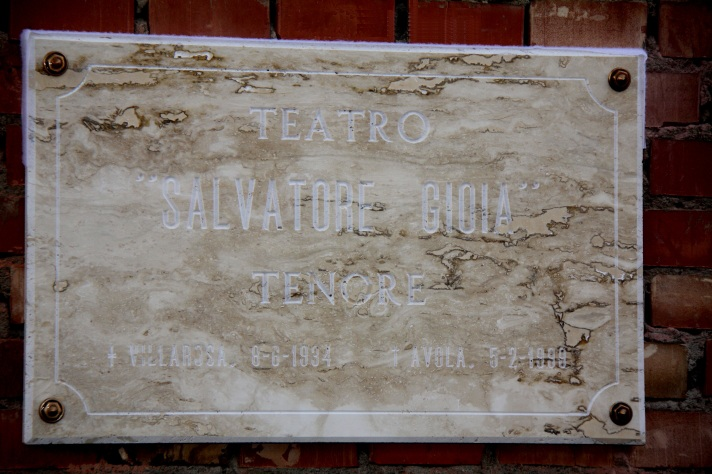
Teatro Salvatore Gioia, Villarosa.

Salvatore Gioia (Villarosa, 8 giugno 1934 – Avola, 5 febbraio 1999) è stato un tenore italiano.

## Biografia
Ebbe una carriera breve ma intensa, interrotta da un male incurabile che lo portò all'abbandono precoce delle scene liriche.
Dotato di una voce cristallina, il critico musicale Giorgio Gualerzi lo definì un tenore destinato a raccogliere l'eredità di Tito Schipa.
Dopo aver vinto numerosi concorsi lirici a Lucca e Spoleto e per cinque anni una borsa di studio messa in palio dal Teatro Comunale di Bologna, debuttò al Teatro Lirico Sperimentale di Spoleto l'11 settembre del 1956 nell'opera Il matrimonio segreto di Cimarosa. Da allora ebbe inizio una carriera che lo portò a cantare nei maggiori teatri d'Italia e in diversi teatri in Europa e nelle Americhe.
Le sue opere preferite furono Il barbiere di Siviglia di Rossini, I pescatori di perle di Bizet e L'elisir d'amore di Donizetti.
Cantò con soprano di notevole fama come Magda Olivero e Edda Vincenzi e fu assiduo interprete dei Concerti del lunedì della Martini & Rossi trasmessi dalla RAI dalla sede di Torino negli anni cinquanta.
Il suo ultimo spettacolo fu il 7 ottobre del 1961. Pochissime sono le registrazioni giunte a noi, per lo più su dischi di vinile.
Villarosa gli ha intitolato il teatro Salvatore Gioia. All'ingresso del teatro si trova una lapide commemorativa a lui dedicata.